# Werelderfgoed in Thailand
Het Werelderfgoed in Thailand bestaat uit acht erfgoedlocaties.
Thais erfgoed werd voor het eerst in de werelderfgoedlijst opgenomen tijdens de vijftiende zitting van het Werelderfgoedcomité die in 1991 plaatsvond in Carthago, Tunesië. Tijdens deze zitting werden drie Thaise erfgoedlocaties toegevoegd: de "Historische stad Sukhothai en daarmee verbonden historische steden", de "Historische stad Ayutthaya" en de "Wildreservaten Thungyai-Huai Kha Khaeng". In 1992 werd een vierde erfgoedlocatie toegevoegd en er volgden nog twee in 2005 en 2021. Van deze zes erfgoedlocaties zijn er drie cultuurerfgoed en drie natuurerfgoed, zoals vastgesteld aan de hand van de selectiecriteria van het Werelderfgoedcomité.

## Werelderfgoed in Thailand
Onderstaande tabel bevat de volgende informatie per erfgoed:
Naam: zoals ingeschreven door het Werelderfgoedcomité
Locatie: de provincie(s) waar het erfgoed zich bevindt en de coördinaten

UNESCO-data: het referentienummer van het erfgoed en de inschrijvingscriteria (i t/m vi zijn cultureel erfgoed, en vii t/m x zijn natuurerfgoed)
Jaar: het jaar van inschrijving in de werelderfgoedlijst
Beschrijving: een beknopte beschrijving van het erfgoed
| Naam                                                               | Afbeelding                                            | Locatie                                                                                           | UNESCO-data                  | Oppervl. (ha) | Jaar | Beschrijving | Bronnen |
| ------------------------------------------------------------------ | ----------------------------------------------------- | ------------------------------------------------------------------------------------------------- | ---------------------------- | ------------- | ---- | --- | ------- |
| Historische stad Sukhothai en daarmee verbonden historische steden | Large white seated Buddha statue                      | Sukhothai en Kamphaeng Phet 17° 0′ 26″ NB, 99° 47′ 23″ OL                                         | Cultureel: (i), (iii)        | 11.852        | 1991 | Van Sukhothai, de hoofdstad van het eerste koninkrijk van Siam in de 8e en 9e eeuw, en de met dat koninkrijk verbonden steden Kamphaeng Phet en Si Satchanalai, zijn bijzondere monumenten bewaard gebleven die dateren uit de eerste periode in de Thaise bouwkunst. De beschaving die in deze steden tot bloei kwam, was het resultaat van de assimilatie van verschillende oude lokale invloeden en tradities, die zijn expressie vond in een kenmerkende bouwstijl, de zogeheten “Sukhothaistijl”. | [ 3 ]   |
| Historische stad Ayutthaya                                         | Ruins of stupas of various sizes                      | Ayutthaya 14° 20′ 52″ NB, 100° 33′ 38″ OL                                                         | Cultureel: (iii)             | 289           | 1991 | Ayutthaya, gesticht omstreeks 1350, was de tweede hoofdstad van Siam na Sukhothai. In de 8e eeuw werd de stad verwoest door de Birmezen. De overgebleven bouwwerken, waaronder stoepa's en verschillende grote kloosters, geven een indruk van de gloriedagen van Ayutthaya. | [ 4 ]   |
| Wildreservaten Thungyai-Huai Kha Khaeng                            | A river flowing through a forested mountain landscape | Kanchanaburi, Tak en Changwat Uthai Thani 15° 20′ NB, 98° 55′ OL                                  | Natuurlijk: (vii), (ix), (x) | 622.200       | 1991 | Deze twee natuurreservaten in de grensregio met Myanmar omvatten een gebied van meer dan 600.000 hectares met bijna alle bostypes van continentaal Zuidoost-Azië. De reservaten herbergen een grote diversiteit aan diersoorten waaronder 77% van de grote zoogdieren (met name olifanten en tijgers), 50% van de grote vogels en 33% van de gewervelde landdieren van de regio. | [ 5 ]   |
| Archeologische Site Ban Chiang                                     | Vase with red and white design                        | Changwat Udon Thani 17° 32′ 55″ NB, 103° 47′ 23″ OL                                               | Cultureel: (iii)             | 64            | 1992 | Ban Chiang wordt beschouwd als de belangrijkste prehistorische nederzetting die tot nu toe is ontdekt in Zuidoost-Azië. De nederzetting markeert een belangrijke fase in de menselijke culturele, sociale en technologische evolutie. De site bevat het vroegste bewijs van landbouw en van de productie en het gebruik van metalen in de regio. | [ 6 ]   |
| Boscomplex Dong Phayayen-Khao Yai                                  | Medium-sized waterfall in a tropical forest           | Saraburi, Nakhon Ratchasima, Nakhon Nayok, Prachinburi, Sa Kaew en Buriram 14° 20′ NB, 102° 3′ OL | Natuurlijk: (x)              | 615.500       | 2005 | Dit boscomplex omvat vijf natuurreservaten (Nationaal Park Khao Yai, Nationaal Park Thap Lan, Nationaal Park Pang Sida, Nationaal Park Ta Phraya en Wildreservaat Dong Yai) en strekt zich uit over een afstand van 230 km van het Nationaal Park Ta Phraya in het oosten, niet ver van de grens met Cambodja, tot het Nationaal Park Khao Yai in het westen. Het gebied herbergt meer dan 800 diersoorten, waaronder 112 zoogdieren (met twee soorten gibbons), 392 vogelsoorten en 200 reptiel- en amfibiesoorten. Het boscomplex heeft een groot aantal tropische ecosystemen die belangrijk zijn voor het behoud van verschillende bedreigde soorten. | [ 7 ]   |
| Boscomplex Kaeng Krachan                                           | Kaeng Krachan National Park                           | Ratchaburi, Phetchaburi en Changwat Prachuap Khiri Khan 13° 14′ NB, 5° 5′ OL                      | Natuurlijk: (x)              | 482.225       | 2021 | | [ 8 ]   |
| De oude stad Si Thep                                               | Si Thep                                               | Phetchabun 15° 27′ 58″ NB, 101° 09′ 2″ OL                                                         | Cultureel: (ii),(iii)        | -             | 2023 | | [ 9 ]   |
| Historisch park Phu Phra Bat                                       |                                                       | Udon Thani 17° 43′ 52″ NB, 102° 21′ 6″ OL                                                         | Cultureel: (iii), (v)        | 575.976       | 2024 | | [ 10 ]  |

## Voorlopige nominatielijst
Behalve erfgoed dat is ingeschreven op de werelderfgoedlijst, kunnen lidstaten een voorlopige lijst opstellen met erfgoed waarvan nominatie wordt overwogen. De nominaties voor de werelderfgoedlijst worden alleen in aanmerking genomen als deze eerst zijn vermeld in deze voorlopige lijst. Eind juli 2024 waren zes objecten opgenomen in de voorlopige nominatielijst van Thailand.
| Naam                                                                            | Afbeelding                                           | Locatie                                               | Criteria                        | Oppervl. (ha) | Jaar | Beschrijving | Bronnen |
| ------------------------------------------------------------------------------- | ---------------------------------------------------- | ----------------------------------------------------- | ------------------------------- | ------------- | ---- | ------------ | ------- |
| Wat Phra Mahathat Woramahawihan, Nakhon Si Thammarat                            | Chedi Phra Baromathat                                | Nakhon Si Thammarat 24° 47′ NB, 99° 57′ OL            | Cultureel: (i), (ii), (vi)      | 137           | 2012 |              | [ 13 ]  |
| Monumenten, sites en cultuurlanschap van Chiang Mai, hoofdstad van Lanna        | Wat Phra Singh                                       | Chiang Mai 18° 47′ 43″ NB, 98° 59′ 55″ OL             | Cultureel: (i),(ii), (iii),(vi) | -             | 2015 |              | [ 14 ]  |
| Phra That Phanom, en gerelateerde historische gebouwen en bijbehorend landschap | That Phanom                                          | Nakhon Phanom 16° 56′ 33″ NB, 104° 43′ 26″ OL         | Cultureel: (ii),(iv),(vi)       | -             | 2017 |              | [ 15 ]  |
| Heiligdommen van Phanom Rung, Muang Tam en Plai Bat                             | Phanom Rung                                          | Buriram 14° 31′ 55″ NB, 102° 56′ 25″ OL               | Cultureel: (iii), (iv),(v)      | -             | 2019 |              |         |
| Thaise natuurreservaten in de Andamanse Zee                                     | Laem Son National Park                               | Ranong, Phang Nga, Phuket 9° 26′ 0″ NB, 97° 52′ 0″ OL | natuur: (vii), (ix),(x)         |               | 2021 |              |         |
| Songkhla en bijbehorende lagunenederzettingen                                   | Sathing Mo, Singhanakhon District, Songkhla, Thailan | Songkhla 14° 31′ 55″ NB, 102° 56′ 25″ OL              | Cultureel: (ii), (iv),(v)       | -             | 2024 |              | [ 16 ]  |